# Шильда Старая
Ши́льда Старая — упразднённый населённый пункт (тип: железнодорожная станция), посёлок при станции Шильда в Адамовском районе Оренбургской области. Находился на территории современного Шильдинского поссовета.

## География
Находится в восточной части региона, в подзоне типчаково-ковыльных степей, на р. Берёзовая.
Климат
Климат характеризуется как резко континентальный с морозной зимой и жарким летом. Среднегодовая температура воздуха составляет 1,5 °C . Абсолютный максимум температуры воздуха составляет 42 °C; абсолютный минимум — −42 °C. Среднегодовое количество атмосферных осадков составляет 280—330 мм. При этом около 75 % осадков выпадает в тёплый период. Снежный покров держится в среднем около 152 дней в году.

## История
Посёлок основан в 1929 году в связи со строительством железнодорожной дороги Орск — Карталы.
Указом Президиума ВС РСФСР в 1971 году населенные пункты Шильда Новая и Шильда Старая Адамовского района объединены в один населенный пункт, который отнесен к категории рабочих посёлков, с присвоением ему наименования рабочий посёлок Шильда.

## Инфраструктура
Путевое хозяйство Южно-Уральской железной дороги. В Шильде Старой в 1929-м году построен первый ж/д. вокзал, его сменило второе здание, возведенное в 1933—1936 гг..
Элеватор.

## Транспорт
Проходит автодорога 53К-4301000 «Оренбург — Челябинск».
В посёлке находится железнодорожная станция Шильда.